# Kirsten Achtelik
Kirsten Achtelik (* 1978 in Stolberg) ist eine deutsche journalistisch tätige Person. Sie 1 arbeitet frei für verschiedene Medien.

## Werdegang
Achtelik studierte Sozialwissenschaften und Politologie an der Humboldt-Universität zu Berlin; 2007/08 verbrachte sie ein akademisches Jahr in Madrid. 2009 schloss sie ihr Studium an der HU Berlin mit einer Diplomarbeit zur spanischen Frauenbewegung und dem Abtreibungsrecht unter dem Titel „Aborto libre y gratuito“ ab. Im Juni 2017 begann sie ihre Dissertation zum Verhältnis von feministischer, behindertenpolitischer und „Lebensschutz“-Bewegung bei der Soziologin Karin Lohr am Institut für Sozialwissenschaften der HU Berlin, brach diese aber im September 2020 ab. Achtelik ist nicht-binär.
Als Teil ihr freiberuflich-journalistischen Tätigkeit schreibt Achtelik unter anderem für die taz, die Jungle World, das Neue Deutschland, Dr. med. Mabuse, konkret, die Blätter für deutsche und internationale Politik, den Gen-ethischen Informationsdienst und die Frankfurter Rundschau.

## Arbeitsschwerpunkte
Achtelik fokussiert sich in ihrer soziologischen und schreibersichen Arbeit unter anderem auf feministische Theorien und Bewegungen sowie Schnittstellen mit anderen sozialen Bewegungen, insbesondere der Behindertenbewegung, und Kritik an Gen- und Reproduktionstechnologien. Von 2017 bis 2019 war sie im Bereich Medizin Mitarbeiterin des Berliner „Gen-ethischen Netzwerks“, das den Gen-ethischen Informationsdienst herausgibt.
Achtelik beschäftigt sich mit Zielen und medizinethischen Strategien militanter Abtreibungsgegner, die sich selbst als „Lebensrechtsbewegung“ bezeichnen. Durch die versuchte Etablierung von Kampfbegriffen wie „ungeborenes Leben“ für den Nasciturus würden diese Fundamentalisten ein Spektrum zu besetzen versuchen, dem man gar nicht widersprechen könne. Mit Begriffen wie „Abtreibungsholocaust“ nähmen sie zugleich die Leugnung der Singularität des Holocaust und der organisierten Vernichtung zumindest in Kauf. Diese Abtreibungsgegner verortet Achtelik politisch meist weit rechts stehend und grundsätzlich frauenfeindlich. Sie verträten autoritäre Positionen und würden nicht nur Abtreibungen ablehnen. Ihre teils antidemokratische Kulturkritik richte sich auch gegen die 1968er und gesellschaftlichen Fortschritt, um den Aufschwung der neuen Rechten nutzen und sich auf einen Marsch durch die Institutionen begeben zu können. Achtelik sieht damit das Recht auf Selbstbestimmung für ungewollt schwangere Frauen gefährdet: „Wenn eine Frau ungewollt schwanger ist und sie zu diesem Zeitpunkt kein Kind haben will, dann sollte sie ihre Schwangerschaft beenden dürfen.“
Achtelik beschäftigt sich auch mit Pränataldiagnostik, Präimplantationsdiagnostik, Eizellspenden und Leihmutterschaft sowie ethischen Gesichtspunkten bezüglich Gentechnologie und Reproduktionsmedizin. Pränataldiagnostik berge unter soziologischen Gesichtspunkten nach ihren Beobachtungen die Gefahr, zum „Qualitätscheck für zukünftige Babys“ zu werden. Diese führe zu einer Abklärungsdynamik, die letztlich zum Beispiel zum induzierten Abort der großen Mehrheit aller Föten führe, bei denen Trisomie 21 festgestellt werde. Bluttests würden Schwangere unter hohen gesellschaftlichen Druck setzen, auch schon vor der Geburt alles für ihre Kinder zu tun; spürbar sei hier Selbstoptimierung und der Wunsch, alles richtig zu machen. Mit der Etablierung einer Suche nach Behinderungen als normalem Teil einer Schwangerenvorsorge werde ein Normierungsprozess von Menschen gefördert. Nicht gesellschaftlichen Normen entsprechende Menschen würden als fremd empfunden und nicht gleichwertig mit anderen behandelt. Eine inklusive Gesellschaft würde nämlich nicht durch zu wenig Geld, sondern durch die „Idee von gesunden, unendlich belastbaren und nicht alternden Leistungsträgern“ verhindert. Fundamentalistische Abtreibungsgegner würden zwar ebenfalls versuchen, an die Forderungen der Behindertenbewegung anzuknüpfen. Ihr Ziel wäre allerdings nur eine Abschaffung des Selbstbestimmungsrechts von Frauen, nicht die einer Gesellschaft mit gleichberechtigter Beteiligung Behinderter.

## Bücher
eigene Publikationen
- mit Eike Sanders und Ulli Jentsch: Kulturkampf und Gewissen: medizinethische Strategien der „Lebensschutz“-Bewegung. Verbrecher Verlag Berlin 2018, ISBN 978-3-95732-327-9.
- Selbstbestimmte Norm: Feminismus, Pränataldiagnostik, Abtreibung. Verbrecher Verlag Berlin 2015, ISBN 978-3-95732-120-6, (eingeschränkte Vorschau).[19]

Sammelbandbeiträge
- Für Föten und Werte – Die „Lebensschutz“-Bewegung in Deutschland. In: Juliane Lang, Ulrich Peters (Hrsg.): Antifeminismus in Bewegung: Aktuelle Debatten um Geschlecht und sexuelle Vielfalt. Marta Press Hamburg 2018, ISBN 978-3-944442-52-5, S. 117–138, (eingeschränkte Vorschau).
- Ein Volk stirbt im Mutterleib. In: Markus Liske, Manja Präkels (Hrsg.): Vorsicht Volk! Oder: Bewegungen im Wahn? Verbrecher Verlag Berlin 2015, ISBN 978-3-95732-121-3, S. 86–91, (eingeschränkte Vorschau).
- Gegen die „Märsche für das Leben“ – eine Erfolgsgeschichte. In: Familienplanungszentrum Balance (Hrsg.): Die neue Radikalität der Abtreibungsgegner_innen im (inter-)nationalen Raum: ist die sexuelle Selbstbestimmung von Frauen heute in Gefahr? AG-SPAK-Bücher Neu-Ulm 2012, ISBN 978-3-940865-32-8, S. 81–84, (eingeschränkte Vorschau).

Übersetzungen
- Raúl Zibechi: Territorien des Widerstands: eine politische Kartografie der urbanen Peripherien Lateinamerikas. (Übersetzung von Kirsten Achtelik und Huberta von Wangenheim) Assoziation A Berlin Hamburg 2011, ISBN 978-3-86241-402-4.
  - spanische Originalausgabe: Raúl Zibechi: Territorios en resistencia: cartografía política de las periferias urbanas latinoamericanas. CGT Madrid 2011, ISBN 978-84-615-5586-4.